# Malířův algoritmus

Nejprve jsou vykresleny objekty v pozadí a přes ně objekty v popředí

Malířův algoritmus je algoritmus z oboru renderování, podoboru počítačové grafiky. Jedná se o jeden z algoritmů pro určení viditelnosti objektů, tedy pomocný algoritmus pro vykreslování scény, který určí, které mnohoúhelníky jsou skryté a které viditelné, případně i jak se překrývají.
Jeho podstatou je seřazení objektů na scéně odzadu dopředu a pak jejich postupné vykreslení, takže objekty vepředu překreslí zcela nebo částečně objekty vzadu.

Případy cyklického překrývání je potřeba předřešit rozdělením objektů

V případě nekonvexních mnohoúhelníků může vzniknout cyklus na dvou objektech i bez jejich průniku

Jako zvláštní případy je zapotřebí řešit situace, kdy objekty netvoří vzhledem k vzdálenosti uspořádanou množinu, například pokud se protínají. V takovém případě lze objekty rozdělit na podobjekty, ale efektivita malířova algoritmu při nutnosti podobných pomocných operací klesá.